# Pentapodus paradiseus
Pentapodus paradiseus är en fiskart som först beskrevs av Günther, 1859.  Pentapodus paradiseus ingår i släktet Pentapodus och familjen Nemipteridae. Inga underarter finns listade i Catalogue of Life.